# 罗西·马利克-约南

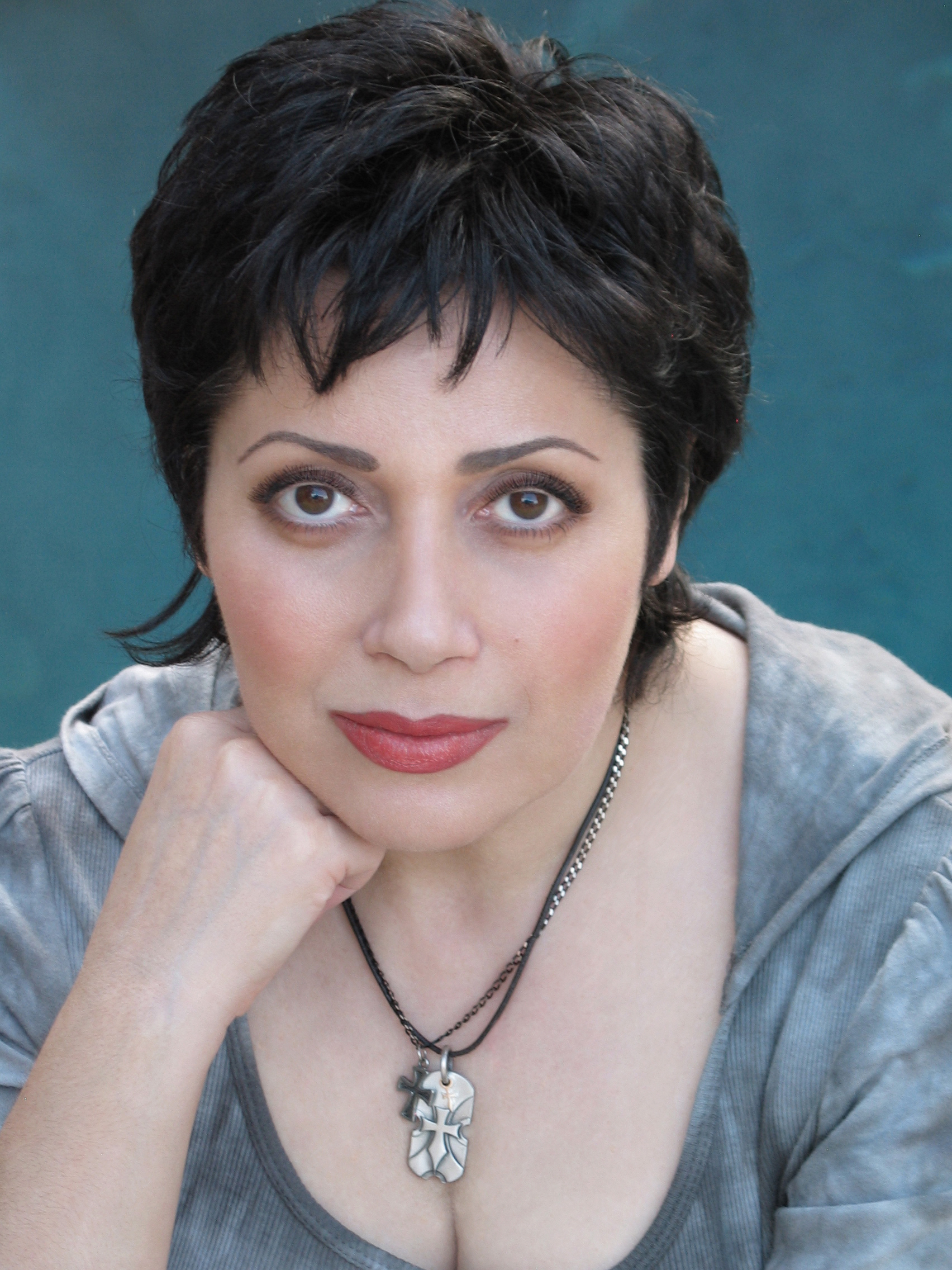

罗西·马利克-约南（英語：Rosie Malek-Yonan，1965年—)，出生于伊朗德黑兰，亚述人，美国女演员，作家，导演，社会活动家。

## 生平
罗西·马利克-约南积极关心亚述人相关议题。她批评美国政府在伊拉克战争后未能保护伊拉克的基督教民众。